# Saleen S5S Raptor
Saleen S5S Raptor – samochód sportowy klasy kompaktowej skonstruowany przez markę Saleen w 2008 roku.

## Historia i opis modelu
S5S Raptor został przedstawiony w marcu 2008 roku na  New York Auto Show jako samochód koncepcyjny. Do napędu posłużyła jednostka V8 położona centralnie. Prędkość maksymalna pojazdu przekraczała 322 km/h (200 mph). 

### Nieudane wdrożenie
Saleen S5S Raptor w seryjnej postaci miał trafić do produkcji na przełomie 2010 i 2011 roku, jednak ostateczie nie doszło to do skutku. W 2015 wystawiono na sprzedaż prawa do własności części jak i 6 nadwozi Saleena S7, S7R oraz konceptowego S5S Raptora.

### Dane techniczne
- V8 5,0 l, turbosprężarka
- Moc maksymalna: 659 KM
- Prędkość maksymalna: 325 km/h
- Przyspieszenie 0-100 km/h: 3,3 s.